# Pterozonium tatei
Pterozonium tatei är en kantbräkenväxtart som beskrevs av Albert Charles Smith. Pterozonium tatei ingår i släktet Pterozonium och familjen Pteridaceae. Inga underarter finns listade.